# Bernhard Österman

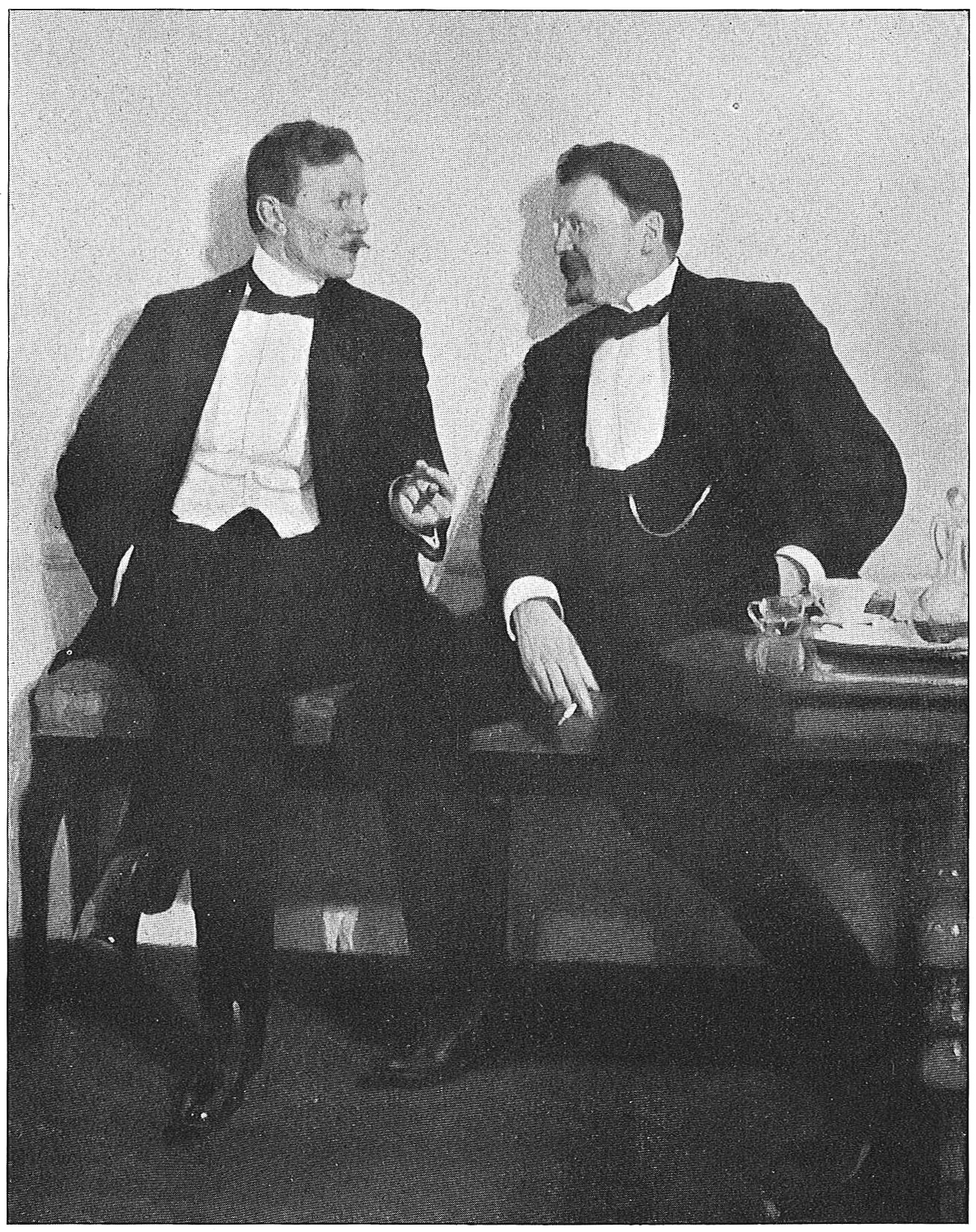
Bernhard Österman (till vänster) och gravören Erik Lindberg porträtterade av Östermans bror Emil Österman.

Gustaf Bernhard Österman, född den 11 januari 1870 i Västra Vingåker, död 10 mars 1938 i Stockholm, var en svensk målare, tecknare, grafiker och överintendent samt konstnären Emil Östermans tvillingbror.

## Biografi
Bernhard Österman var son till färgeriverkmästaren Carl Ludvig Andersson och Emelie Österman och gift från 1912 med Hilda Wessén. Tvillingbrodern Emil Österman hade redan påbörjat studier vid Konstakademien när Bernhard Österman kom till Stockholm och började på Tekniska skolan för att förbereda sig för Konstakademien. Under tiden på Tekniska skolan målade han porträtt efter fotografier för att försörja sig. Han antogs som elev vid Konstakademien och studerade där 1892–1895. Under 1896 studerade han etsningstekniker privat för Axel Tallberg och utförde då ett etsat porträtt av Carl Santesson. Båda bröderna fick goda vitsord under studierna på akademien. Upprepade gånger tog styrelsen och läroverksnämnden till protokollet uttalande om "sin synnerliga tillfredsställelse" med inlämnade elev- och stipendiearbeten. Bernhard Österman tilldelades också Konstakademiens kungliga medalj. Senare fick han det statliga resestipendium om 3 000 kronor under tre år som brodern tidigare fått. Han vistades i Nederländerna, Belgien, Frankrike, Italien och Tyskland 1897–1901. Under akademitiden betonade och specialstuderade han historiemåleriet men kom efter sin utlandsvistelse uteslutande att arbeta som porträttmålare. Båda bröderna etablerade sig som porträttmålare i Stockholm och hade 1903 en gemensam utställning, där dock kritiken inte var den bästa.
Bernhard Österman reste senare utomlands och vistades åtskilliga år i Paris, där han hade ateljé. Han ansågs vara en begåvning av stora mått. För den fattige och föräldralöse skräddareleven och bodbetjänten från Södermanland började en sagolik karriär när han slog igenom på kontinenten. Han hade stor framgång som porträttmålare, blev medlem av Konstakademien 1907 och hovintendent 1919. Karriären kulminerade i hans utnämning till överintendent 1933. Han vann tidigt erkännande utomlands och tilldelades en medalj vid utställningarna i St. Louis 1904 och München 1905 samt utsågs till hedersledamot i Société nationale des beaux-arts i Paris. Förutom debututställningen i Stockholm tillsammans med sin tvillingbror 1903 ställde han ut separat på Konstakademien 1916, 1931 och 1935 samt i London 1928, Philadelphia 1928, Washington 1931. Han medverkade från 1898 under en följd av år i samlingsutställning arrangerade av Svenska konstnärernas förening, samt i Schulteutställningen i Berlin 1906, Baltiska utställningen i Malmö, den svenska konstutställningen på Charlottenborg i Köpenhamn 1916 samt en porträttutställning på Nordiska bokhandeln i Stockholm 1922.
Bernhard Österman är begravd på Norra begravningsplatsen utanför Stockholm.
Efter hans död överlämnade Hilda Österman (1880–1950), född Wessén, år 1948 makens konstnärliga kvarlåtenskap till Sörmlands museum i Nyköping. Österman finns även representerad vid bland annat Göteborgs konstmuseum, Örebro läns museum, Skoklosters slott, Uppsala universitet, Malmö museum, Smålands museum och Nationalmuseum och Konstakademien, Östasiatiska samlingarna, Vetenskapsakademien, Hallwylska museet i Stockholm och Franska senatens bibliotek med ett porträtt av generalen Maxime Weygand.

## Bernhard Östermans porträtt (urval)
I kronologisk ordning:

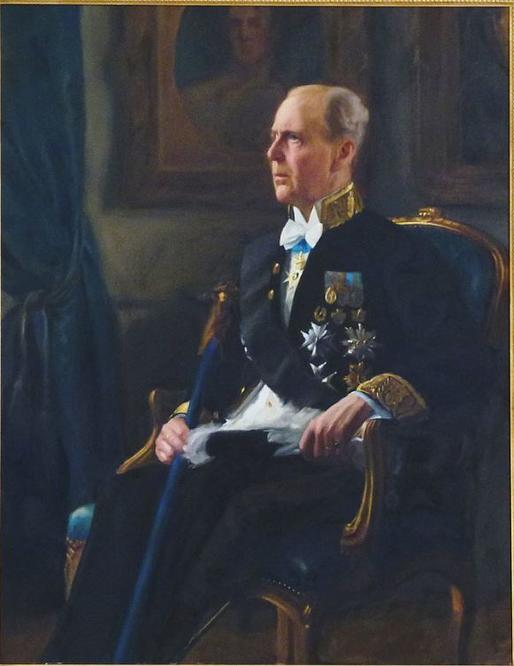
Reinhold H.J. Rudbeck, en kopia i Edsbergs slott, utförd efter Bernhard Österman.

- Författaren Jonas Lie (1901, Göteborgs museum)
- Tonsättaren Ivar Hallström
- Professor och biskop Gottfrid Billing (1903, Sörmlands museum)
- Professor och biskop Esaias Tegnér (1902)
- Operasångerskan Christina Nilsson, grevinna de Casa Miranda (1903, Smålands museum)
- Professor Albert Theodor Gellerstedt (1905, Konstakademien)
- Baronen och diplomaten Paul Henri d'Estournelles de Constant (1907, Sörmlands museum)
- Baronessan Sophie von Eberstein (1907, Sörmlands museum)
- Polispresidenten i Berlin von Stubenrauch (1907, Sörmlands museum)
- Riksmarskalk Fredrik von Essen (1907, Sörmlands museum)
- Operasångerskan Signe Rappe-Welden (1907)
- General Axel Rappe (1908)
- Riksantikvarien Hans Hildebrand (1908)
- Kung Gustaf V (1910)
- Greve Hans von Rosen (1918, Sörmlands museum)
- Prinsessan Maria (1913, Sörmlands museum), deponerad på Säfstaholms slott
- Konstakademiens sekreterare Carl Ludvig Looström (1915, Konstakademien)
- Konstnärens hustru (1918, Sörmlands museum)
- Franske generalen Maxime Weygand (1920)
- Konsthistorikern Carl G. Laurin (1922)
- H K H Kronprinsen (Gustaf VI Adolf) (1926, Sörmlands museum)
- Generalkonsul Adolf Bratt, (1935)

## Galleri

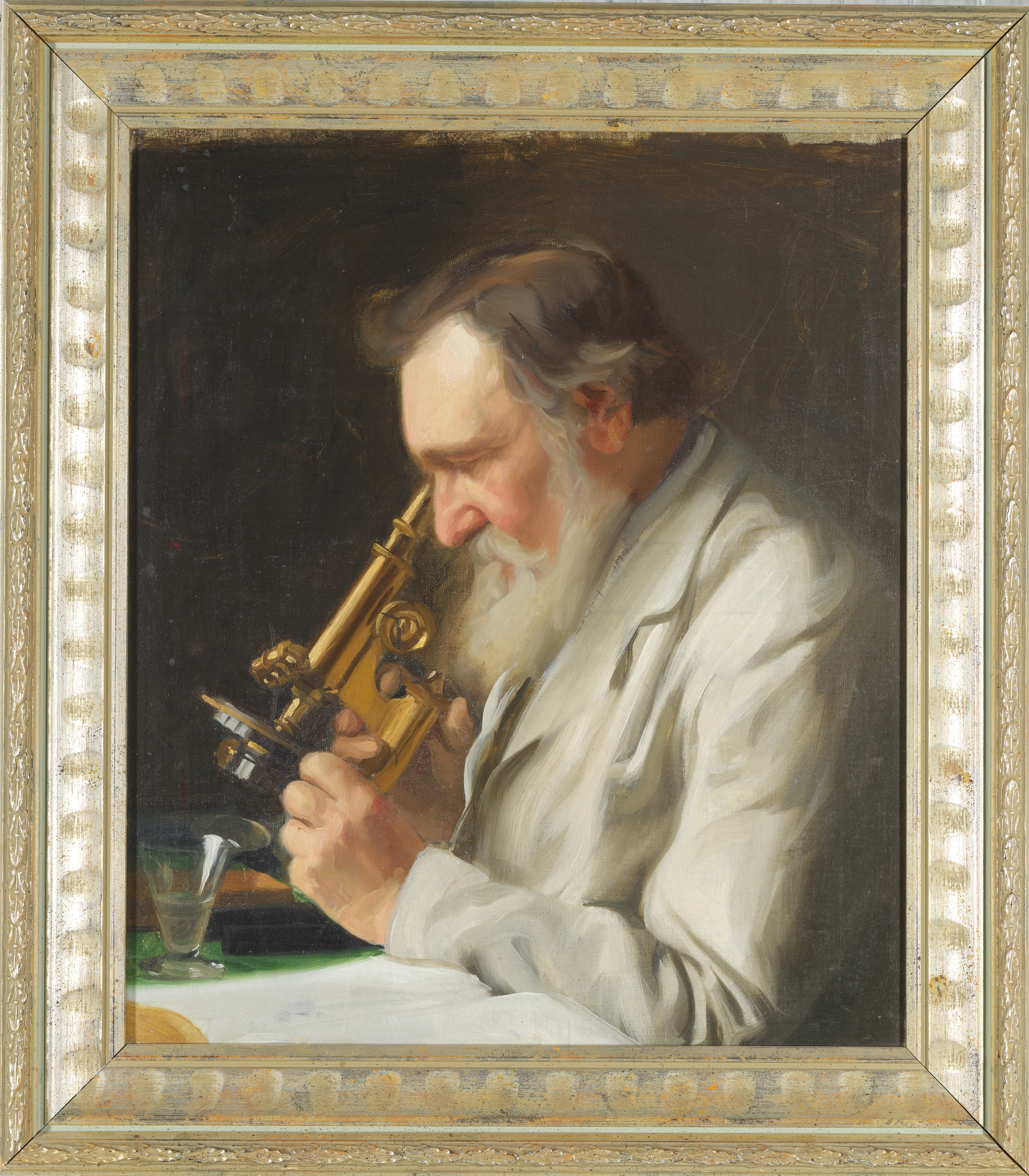
Alex Niskov med mikroskop
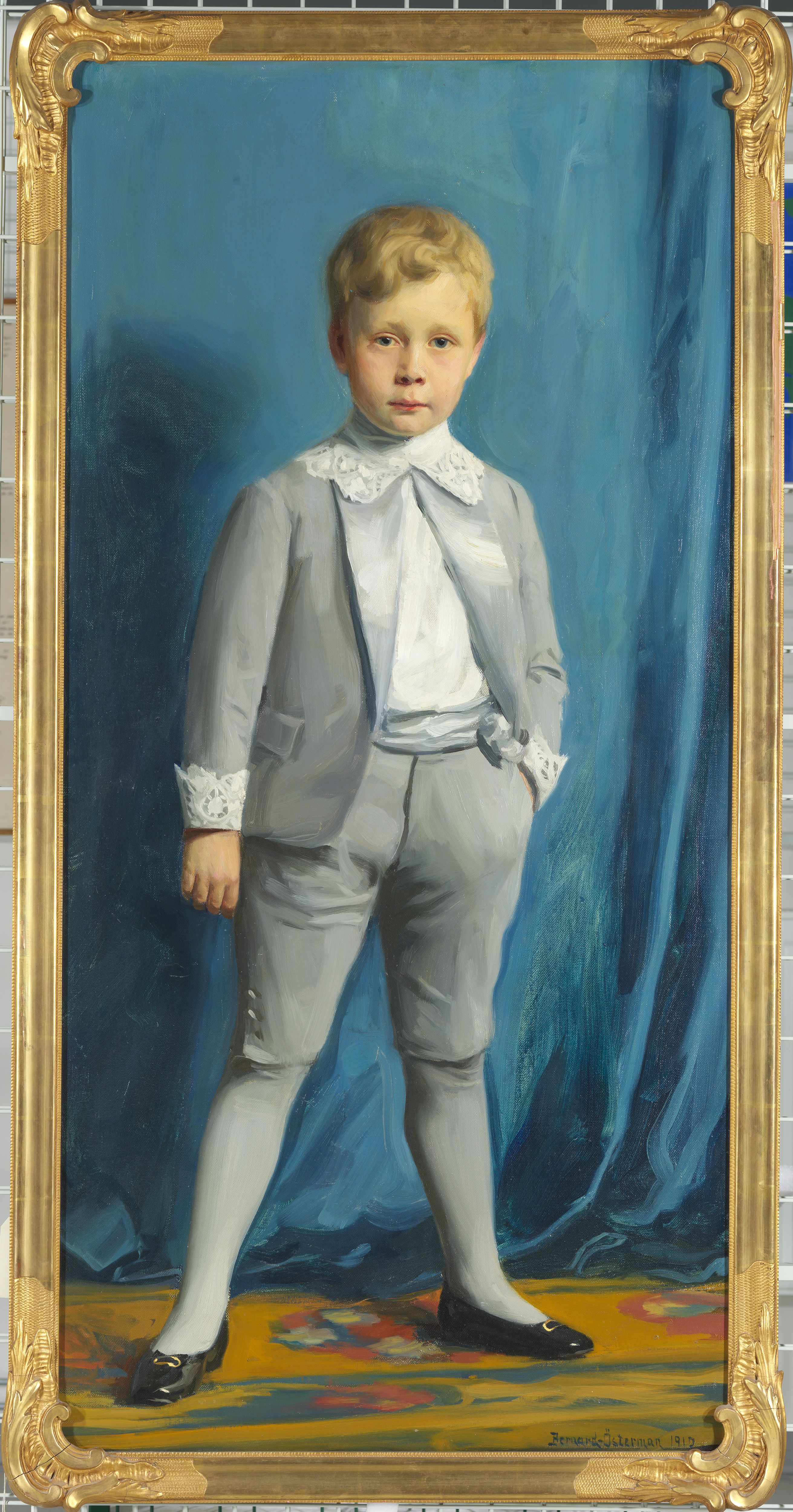
Barnporträtt, Herbert Tigerschiöld
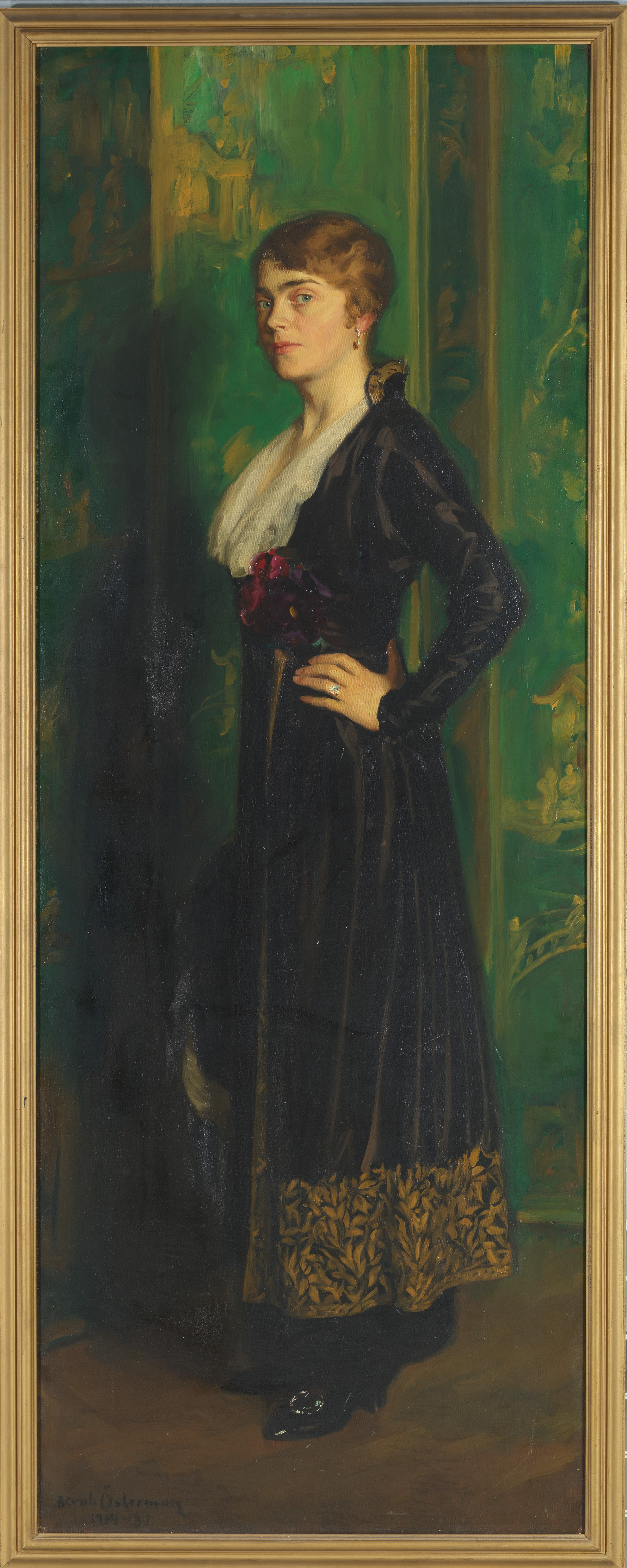
Hilda Österman f. Wessén
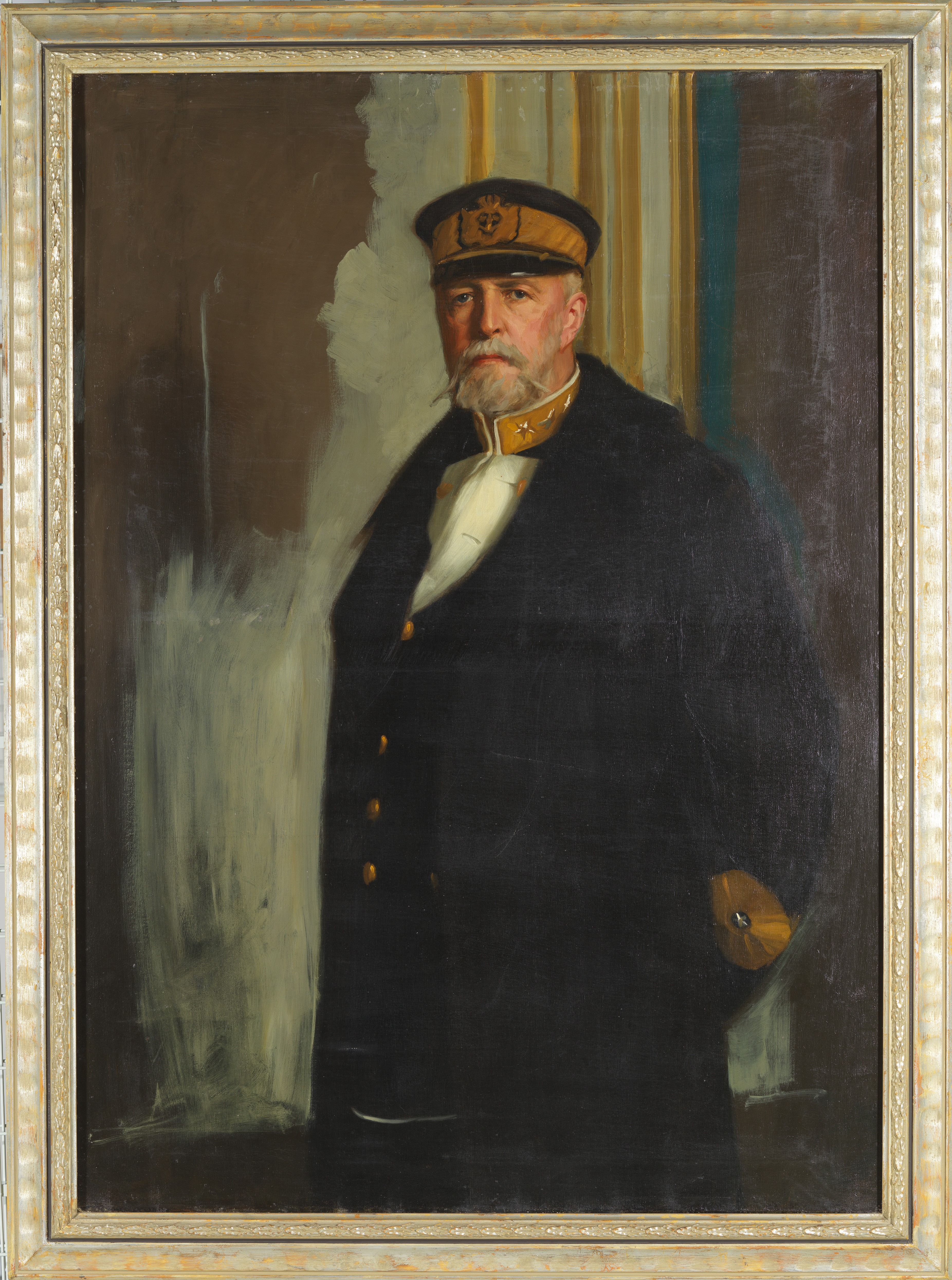
Oscar II
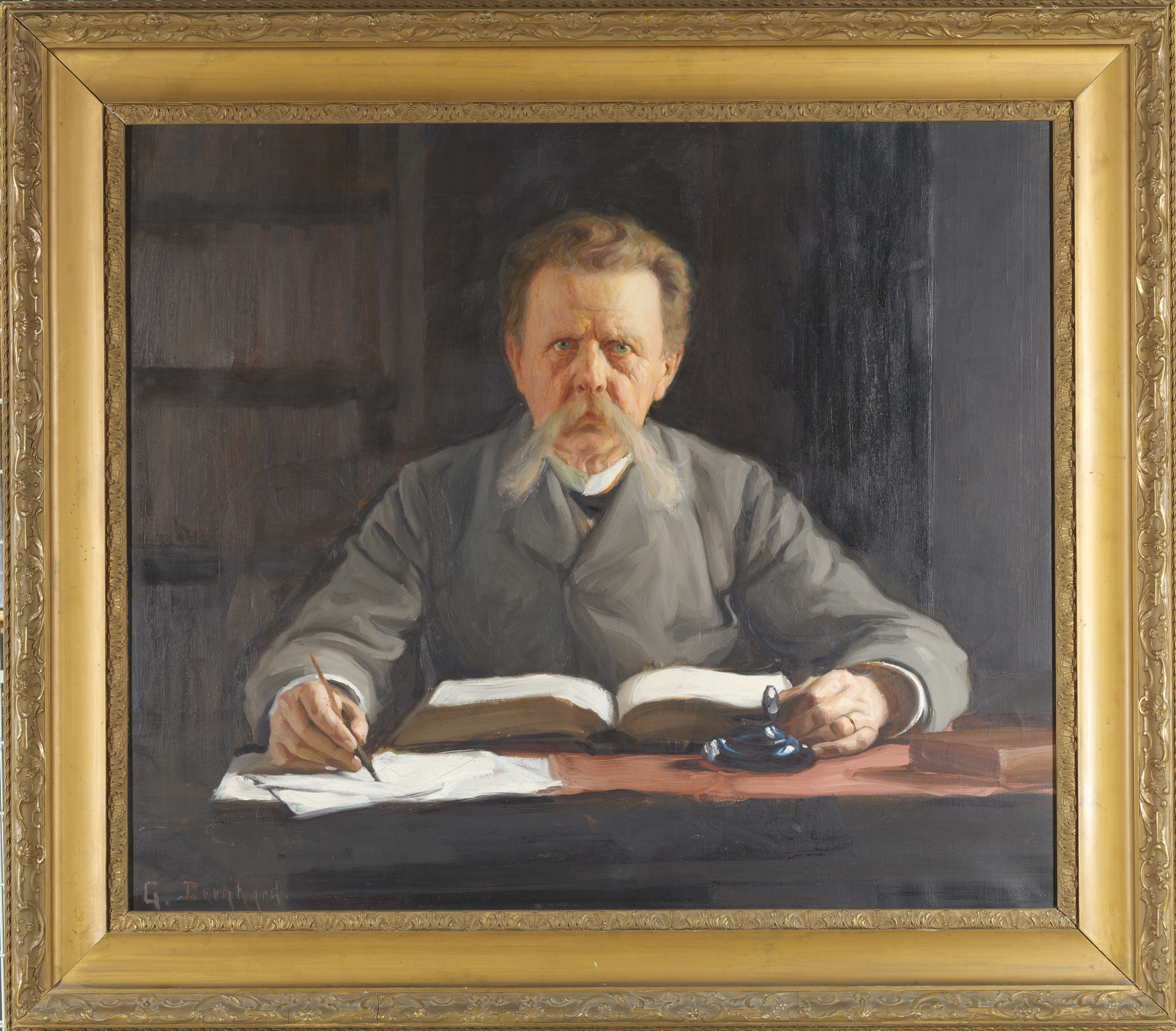
Gunnar Wennerberg
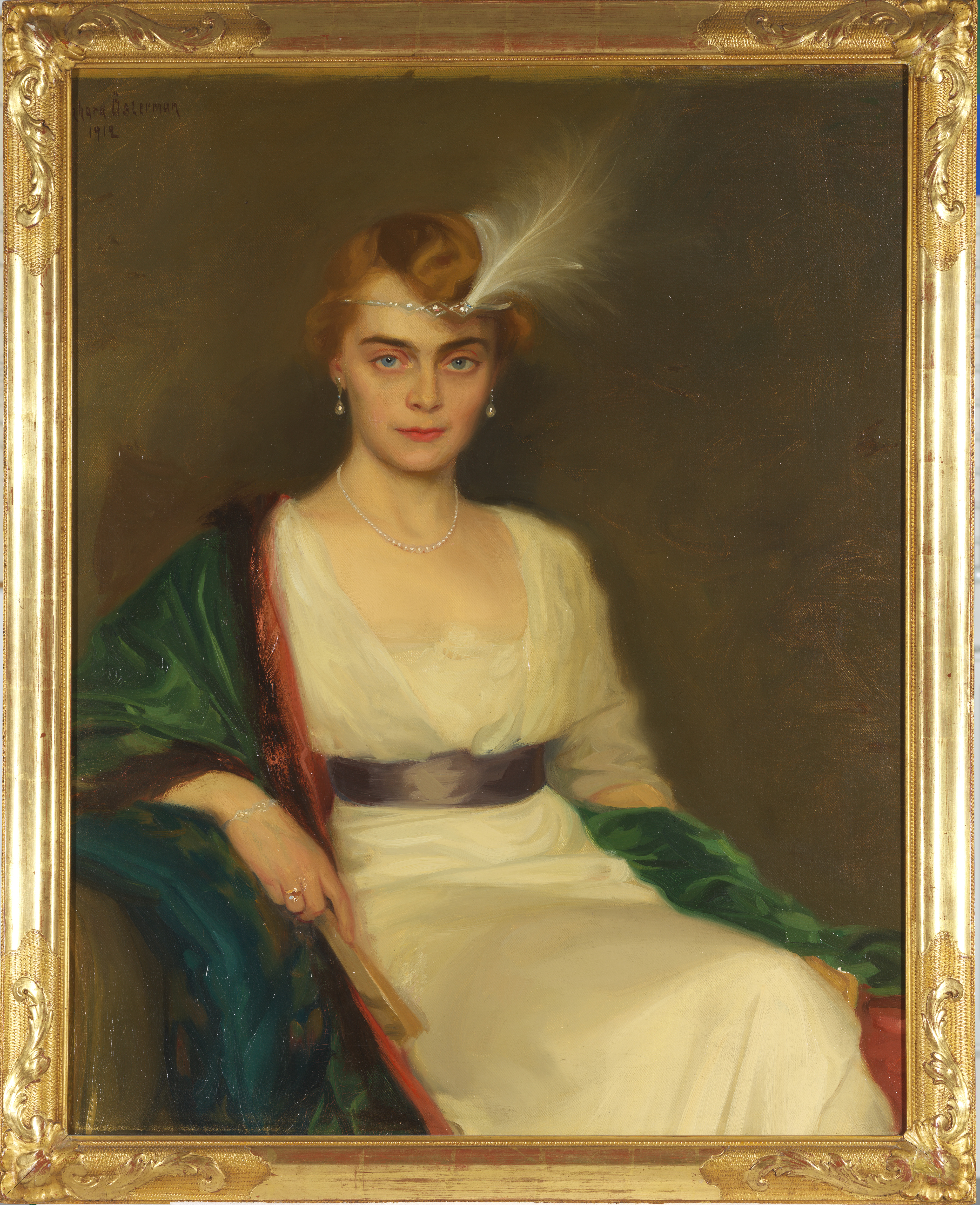
Hilda Österman f. Wessén
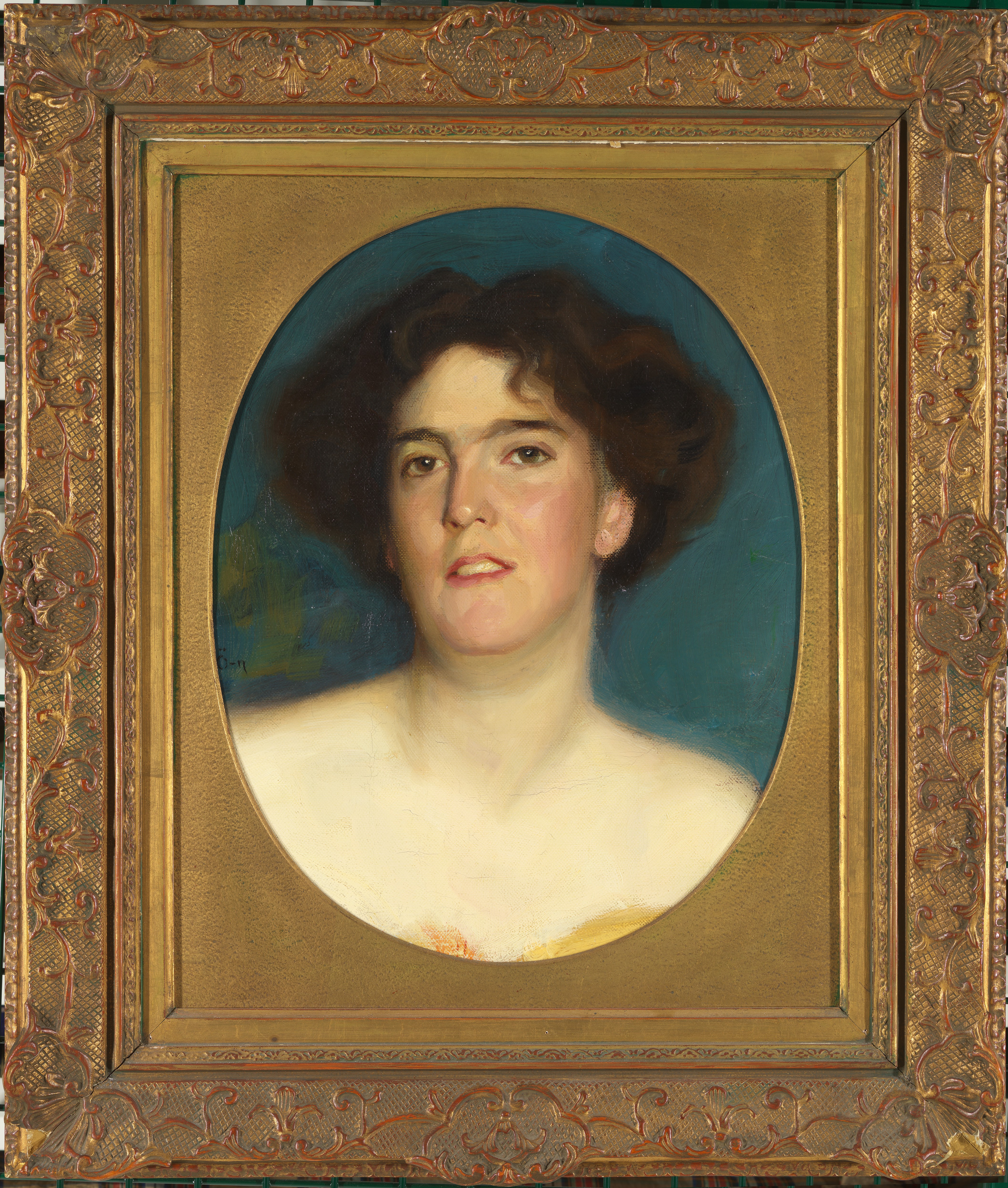
Signe Rappe-Welden
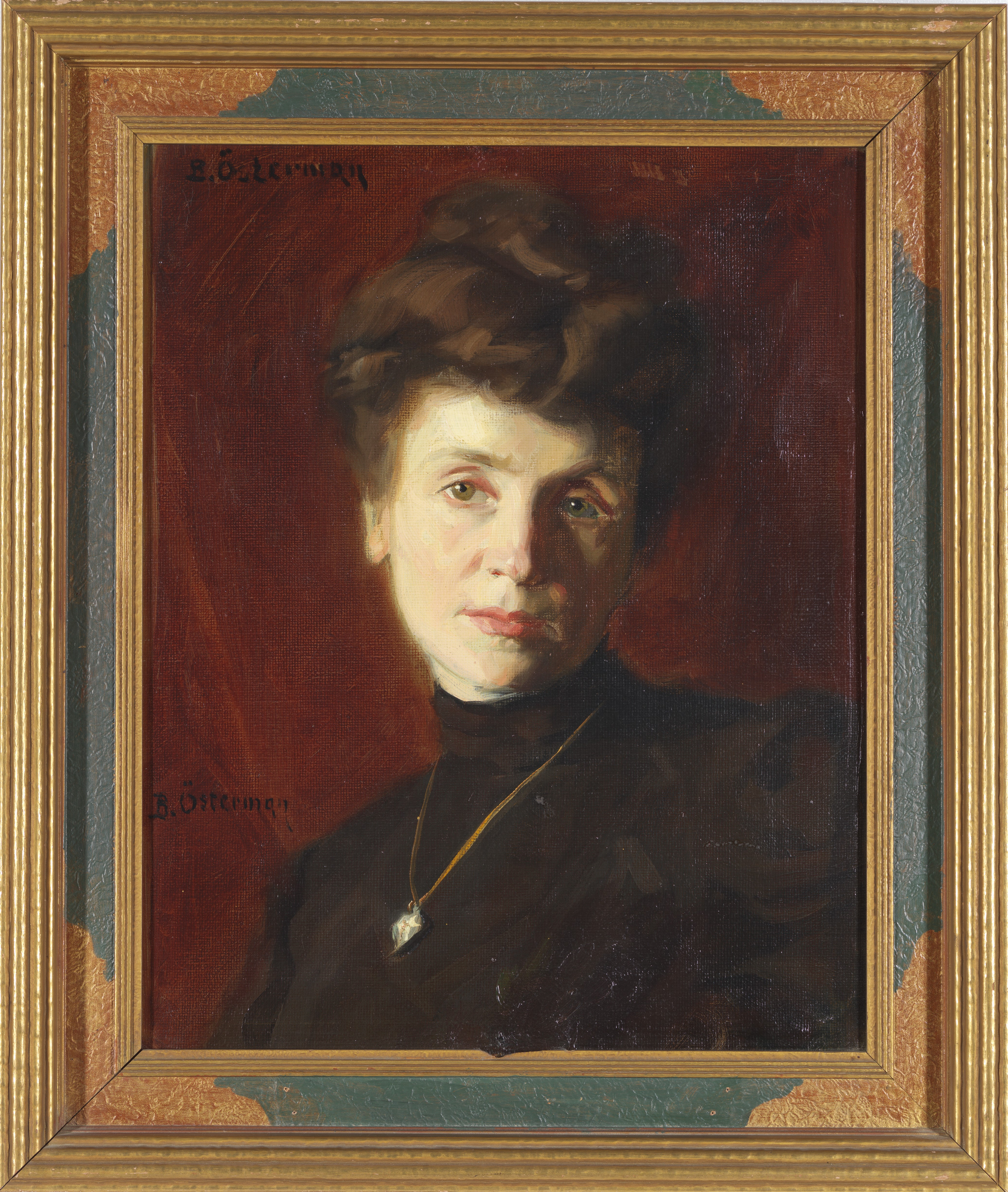
Baronessan Sophie von Eberstein
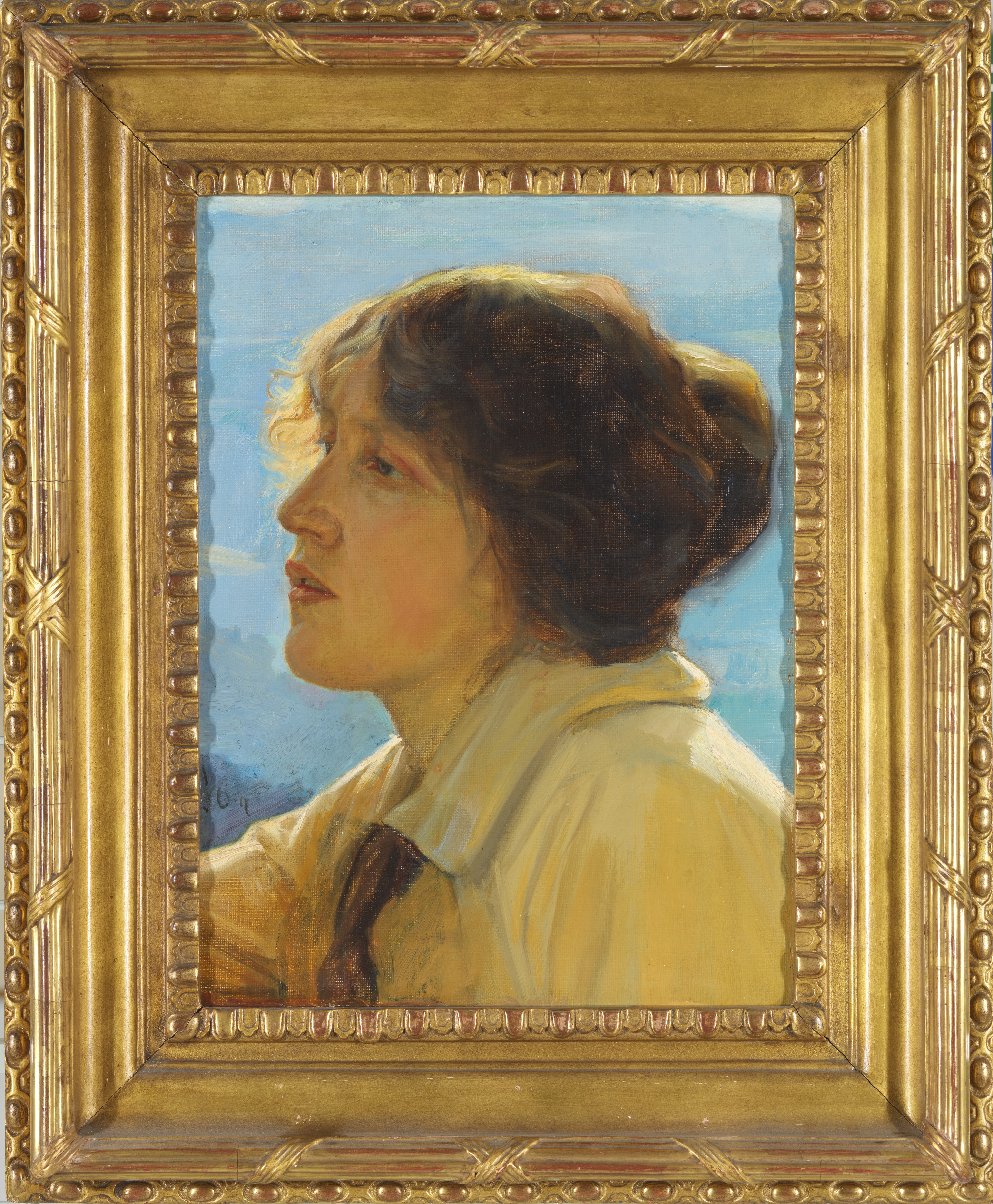
Tupsy Jebe
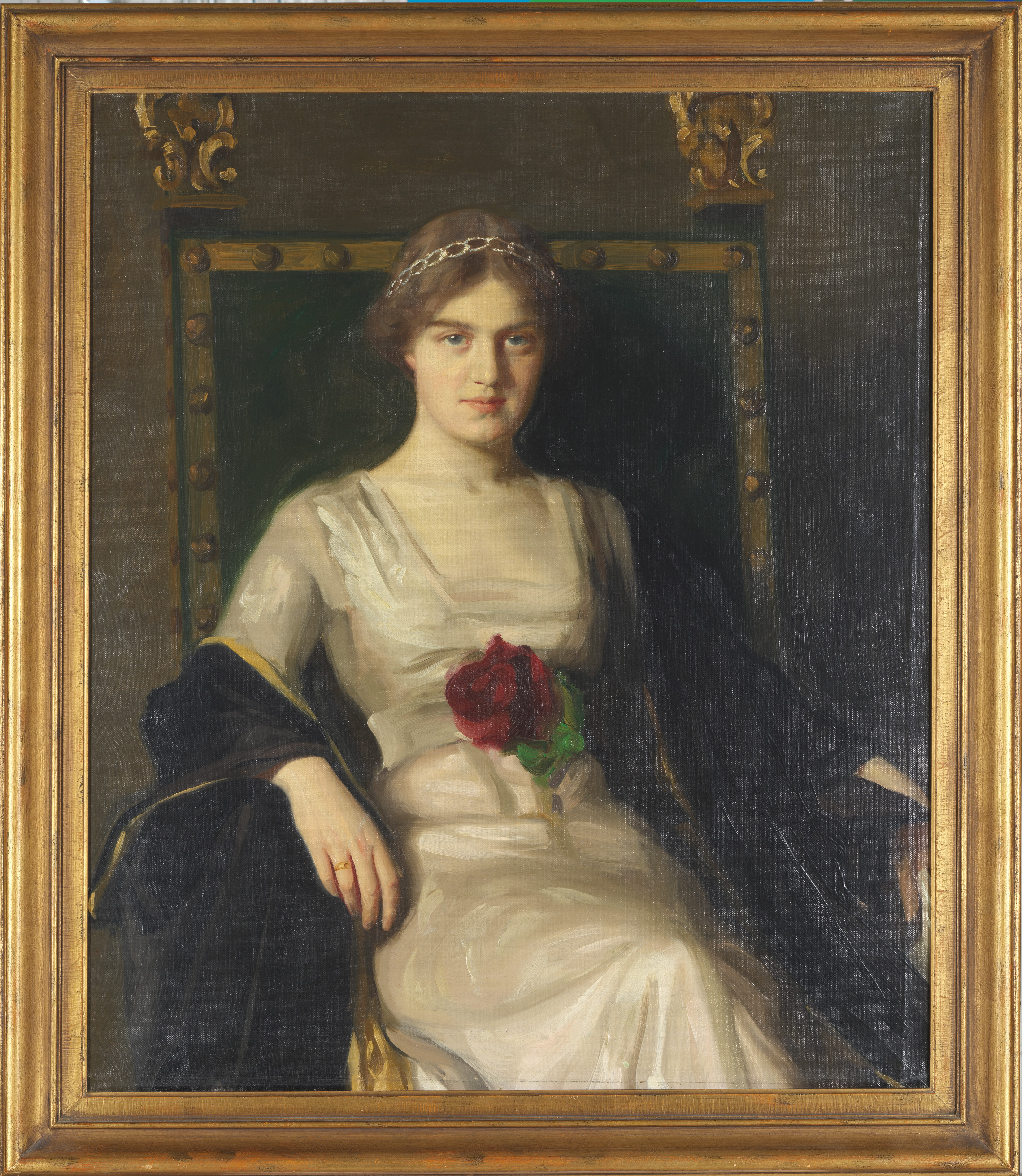
Maria Pavlovna av Ryssland
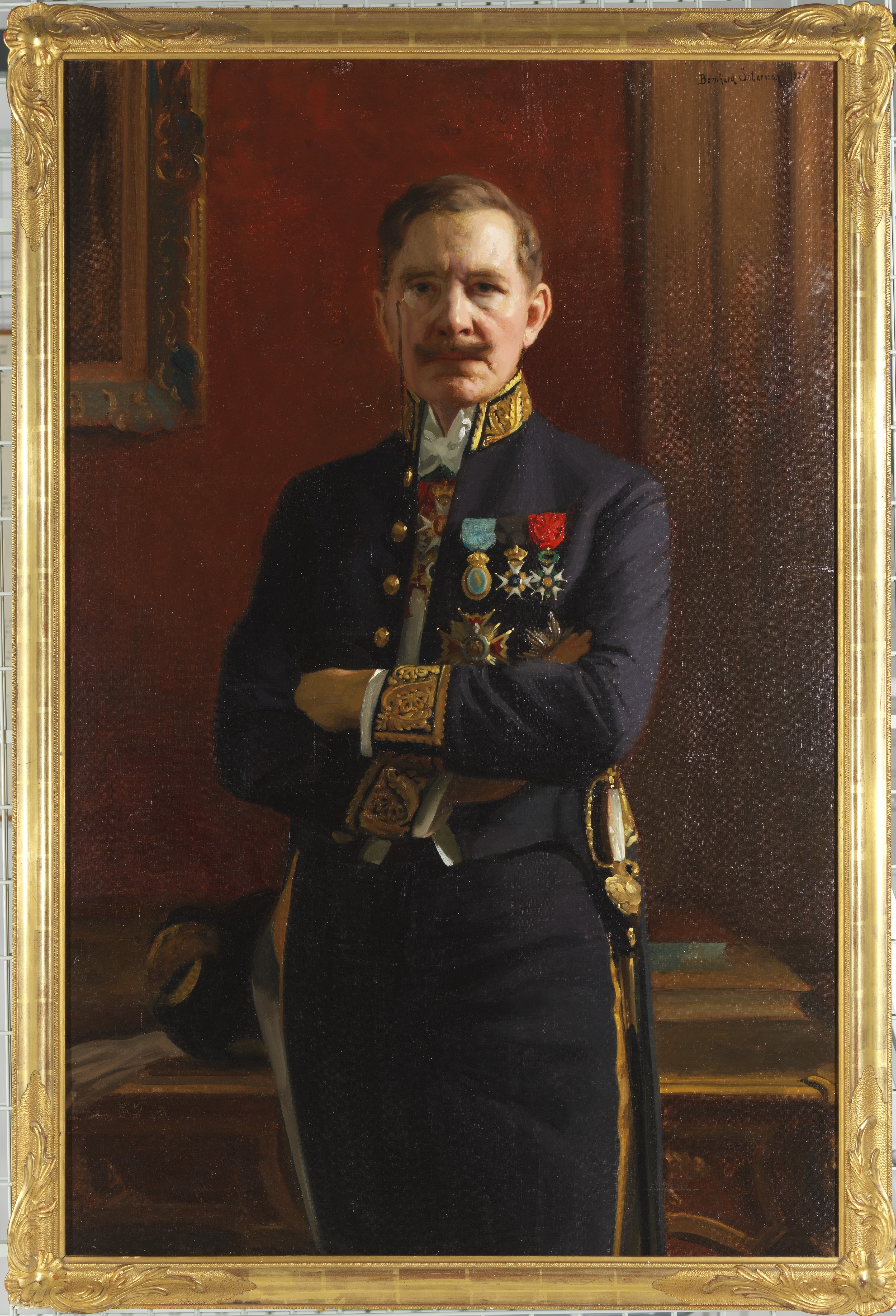
Självporträtt som hovintendent, 1928